# Šustis
Šustis je řeka na západě Litvy, pramenící v okrese Šilalė, avšak většina toku je v okrese Šilutė, ústí do řeky Šyši 17,1 km od jejího ústí jako její pravý přítok. Dolní tok meandruje podstatně více než horní.

## Průběh toku
Šustis pramení 3 km na jih od městysu Teneniai. Teče zpočátku na západ, po 2 km se stáčí na jih a protíná hranice mezi okresy Šilalė a Šilutė, dále teče přes Vainutský les, kde se stáčí opět směrem západním. Až do obce Šyliai teče prakticky neobydleným územím. Ještě před obcí řeka protéká rybníkem jménem Šylių tvenkinys (19,7 km od ústí, rozloha 11,1 ha), dále protéká středem obce a za ní na levém břehu se nachází hradiště Šylių (Brokorių) piliakalnis. U obce Brokoriai se opět stáčí na jih a začíná více meandrovat. Před městem Žemaičių Naumiestis protéká rybníkem jménem Žemaičių Naumiesčio tvenkinys (11,5 km od ústí, rozloha 32 ha), na západním okraji města po soutoku s řekou Šelmuo se stáčí ostře na západ. Protéká středem obce Laučiai a u vsi Jonaičiai se vlévá zprava do řeky Šyša. Průměrný spád je 187 cm/km. 

V úseku řeky od Nového Města Žemaičiů (Žemaičių Naumiestis) až do jeho ústí jsou chráněny tyto ryby:
pstruh obecný mořský, pstruh obecný potoční, podoustev říční, mihule. Řeka patří do pstruhového pásma, kde je od 1. října do 31. prosince zakázáno lovit přívlačí (spinning), vláčením, na nástrahy živočišného původu.

## Přítoky
- Levé:

| Hydrologické pořadí | Řeka    | Délka (km) | Povodí (km²) | Vzdálenost od ústí (km) | Ústí kde            | Koordináty ústí |
| ------------------- | ------- | ---------- | ------------ | ----------------------- | ------------------- | --------------- |
| 10012644            | Nibrinė | 7,9        | 17,8         | 29,0                    | Girininkai          |                 |
| 10012646            | Š - 7   | 2,9        | 3,4          | 28,2                    | Girininkai          |                 |
| 10012651            | Š - 5   | 3,8        | 3,3          | 25,5                    |                     |                 |
| 10012654            | Š - 3   | 4,2        | 2,8          | 14,9                    |                     |                 |
| 10012655            | Š - 1   | 2,8        | 1,3          | 12,7                    | Žemaičių Naumiestis |                 |
| 16010879            | Šelmuo  | 12,5       | 29,7         | 12,2                    | Žemaičių Naumiestis |                 |

- Pravé:

| Hydrologické pořadí | Řeka     | Délka (km) | Povodí (km²) | Vzdálenost od ústí (km) | Ústí kde   | Koordináty ústí |
| ------------------- | -------- | ---------- | ------------ | ----------------------- | ---------- | --------------- |
| 10012647            | Pievupys | 4,0        | 9,7          | 27,9                    | Girininkai |                 |
| 10012649            | Š - 2    | 2,6        | 2,4          | 26,3                    | Girininkai |                 |
| 10012652            | Kuliavas | 3,5        | 2,9          | 22,0                    | Šyliai     |                 |
| 16010872            | Šilė     | 2,5        | 3,0          | 21,5                    | Šyliai     |                 |
| 10012659            | Piaunys  | 5,1        | 7,9          | 8,8                     | Venckai    |                 |

## Přilehlé obce
- Dargiškė, Girininkai, Šyliai, Brokoriai, Pašusčiai, Cipariai, Kadagiškiai, Žemaičių Naumiestis, Kulėšiai, Venckai, Metirkviečiai, Laučiai, Jonaičiai.

## Skloňování
Šustis je v litevštině rodu ženského, čísla jednotného. V češtině by použití skloňování podle ženského rodu bylo možné, ale značně neobvyklé.
- 1. p. Šustis
- 2. p. Šustisu
- 3. p. Šustisu
- 4. p. Šustis
- 5. p. Šustisi!
- 6. p. (o) Šustisu
- 7. p. Šustisem

Tento způsob skloňování není potvrzen ÚJČ AV ČR!